# Heugnes
Heugnes – miejscowość i gmina we Francji, w Regionie Centralnym, w departamencie Indre.
Według danych na rok 1990 gminę zamieszkiwało 399 osób, a gęstość zaludnienia wynosiła 9 osób/km² (wśród 1842 gmin Centre, Heugnes plasuje się na 758. miejscu pod względem liczby ludności, natomiast pod względem powierzchni na miejscu 128.).